# Список глав правительства ЦАР
Список глав правительства Центральноафриканской Республики включает лиц, занимавших этот пост в Центральноафриканской Республике, включая периоды, когда страна являлась входящей во Французское сообщество автономией (1958—1960 годы) и империей (1976—1979 годы). В списке принято выделение трёх периодов существования отдельного поста руководителя правительства в стране, при этом в историографии обычно выделяют периоды её истории по действующим в них конституциям (по аналогии с выделением периодов истории Французской Республики):
- Первая республика (фр. La 1re république) — Конституция 26 ноября 1964 года;
- Империя (фр. L'Empire) — Конституция 4 декабря 1976 года;
- Вторая республика (фр. La 2e république) — Конституция 21 сентября 1979 года;
- Третья республика (фр. La 3e république) — Конституция 28 ноября 1986 года;
- Четвёртая республика (фр. La 4e république) — Конституция 14 января 1995 года[2];
- Пятая республика (фр. La 5e république) — Конституция 27 декабря 2004 года[3];
- Шестая республика (фр. La 6e république) — Конституция 14 декабря 2015 года[4][5][комм. 1].

Период до 1964 является исключением из этой традиции, поскольку действовавшая Конституция 16 февраля 1959 года была принята в рамках развития автономии.
В настоящее время правительство возглавляет Премьер-министр Центральноафриканской Республики (фр. Premier ministre de la République centrafricaine).
Применённая в первом столбце таблиц нумерация является условной. Также условным является использование в первых столбцах цветовой заливки, служащей для упрощения восприятия принадлежности лиц к различным политическим силам без необходимости обращения к столбцу, отражающему партийную принадлежность. Также отражён различный характер полномочий главы правительства (например, единый срок нахождения во главе правительства Абель-Нгенде Гумбы в 1957—1958 годах разделён на периоды, когда он являлся вице-президентом правительственного совета, а затем его президентом. Последовательные периоды формирования правительства одним лицом (например, три кабинета Мартена Зигеле в 2001—2003 годах) не разделены. В столбце «Выборы» отражены состоявшиеся выборные процедуры или иные основания, по которым лицо стало главой правительства. Наряду с партийной принадлежностью, в столбце «Партия» также отражён внепартийный (независимый) статус персоналий.

## Первый период (1957—1960)

Эмблема ДСЭЧА

Впервые правительство во французской заморской территории Убанги-Шари (в составе Французской Экваториальной Африки) было сформировано 14 мая 1957 года после проведения 31 марта 1957 года выборов в её Территориальную ассамблею. Формально правительство возглавил глава колониальной администрации, вице-президентом правительственного совета стал представитель Движения за социальную эволюцию Чёрной Африки (ДСЭЧА) Абель Нгенде Гумба (26 июля 1958 года получивший полномочия президента совета). После создания 1 декабря 1958 года входящей во Французское сообщество Автономной Центральноафриканской Республики (фр. République autonome centrafricaine) правительственный совет 8 декабря 1958 года был преобразован в правительство во главе с лидером ДСЭЧА Бартелеми Богандой, ставшим «президентом правительства» (до 16 февраля 1959 года — «временным»).
После гибели в авиакатастрофе 29 марта 1959 года Б. Боганды правительство вновь возглавил А. Гумба, однако 30 апреля 1959 года он вынужденно уступил пост племяннику Б. Боганды Давиду Дако, который после провозглашения 13 августа 1960 года независимости страны стал одновременно временным президентом страны, а на следующий день ввёл прямое президентское управление правительством республики, упразднив отдельный пост его главы.
|                | Портрет         | Имя (годы жизни)                                       | Полномочия      | Полномочия                                                                     | Партия                                        | Выборы                                                                                              | Должность                                                                              | Пр.           |
| Начало         | Портрет         | Имя (годы жизни)                                       | Окончание       |                                                                                | Партия                                        | Выборы                                                                                              | Должность                                                                              | Пр.           |
| -------------- | --------------- | ------------------------------------------------------ | --------------- | ------------------------------------------------------------------------------ | --------------------------------------------- | --------------------------------------------------------------------------------------------------- | -------------------------------------------------------------------------------------- | ------------- |
| 1 (I)          |                 | Абель-Нгенде Гумба (1926—2009) фр. Abel Nguéndé Goumba | 14 мая 1957     | 26 июля 1958                                                                   | Движение за социальную эволюцию Чёрной Африки | 1957                                                                                                | вице-президент правительственного совета фр. Vice-président du conseil de gouvernement | [ 12 ] [ 13 ] |
| 1 (I)          | 26 июля 1958    | Абель-Нгенде Гумба (1926—2009) фр. Abel Nguéndé Goumba | 8 декабря 1958  |                                                                                | Движение за социальную эволюцию Чёрной Африки | президент правительственного совета фр. Président du conseil de gouvernement                        |                                                                                        | [ 12 ] [ 13 ] |
| 2              |                 | Бартелеми Боганда (1910—1959) фр. Barthélemy Boganda   | 8 декабря 1958  | 16 февраля 1959                                                                | Движение за социальную эволюцию Чёрной Африки | временный президент правительства фр. Président du gouvernement par intérim (автономная республика) | [ 14 ] [ 15 ]                                                                          |               |
| 2              | 16 февраля 1959 | Бартелеми Боганда (1910—1959) фр. Barthélemy Boganda   | 29 марта 1959   | президент правительства фр. Président du gouvernement (автономная республика)  | Движение за социальную эволюцию Чёрной Африки | | [ 14 ] [ 15 ]                                                                          |               |
| 1 (II)         |                 | Абель-Нгенде Гумба (1926—2009) фр. Abel Nguéndé Goumba | 29 марта 1959   | президент правительства фр. Président du gouvernement (автономная республика)  | Движение за социальную эволюцию Чёрной Африки | 30 апреля 1959                                                                                      | 1959                                                                                   | [ 12 ] [ 13 ] |
| 3              |                 | Давид Дако (1930—2003) фр. David Dacko                 | 30 апреля 1959  | президент правительства фр. Président du gouvernement (автономная республика)  | Движение за социальную эволюцию Чёрной Африки | 13 августа 1960                                                                                     |                                                                                        | [ 16 ] [ 17 ] |
| 3              | 13 августа 1960 | Давид Дако (1930—2003) фр. David Dacko                 | 14 августа 1960 | президент правительства фр. Président du gouvernement (независимая республика) | Движение за социальную эволюцию Чёрной Африки | |                                                                                        | [ 16 ] [ 17 ] |
| пост упразднён |                 |                                                        |                 |                                                                                |                                               | |                                                                                        |               |

## Второй период (1975—1981)

Императорский штандарт Бокассы I

Вторично пост главы правительства Центральноафриканской Республики, получившим наименование премьер-министр (фр. Premier ministre), был учреждён в 1975 году Жаном-Беделем Бокассой, провозгласившим себя президентом 1 января 1966 года после государственного переворота, а 2 марта 1972 года ставшим пожизненным президентом.
Главой правительства 2 января 1975 года им была назначена Элизабет Домитьен, вице-президент правящего Движения за социальную эволюцию Чёрной Африки, ставшая первым главой правительства африканского государства. 4 апреля 1976 года она была отстранена с поста и помещена под домашний арест после выражения несогласия с планами установления в стране монархии. Пост оставался вакантным до 5 сентября 1976 года, когда его занял Анж-Феликс Патассе, сохранивший его и после провозглашения 4 декабря 1976 года Центральноафриканской Империи с императором Бокассой I на её троне. 14 июля 1978 года император назначил новое правительство во главе с Анри Майду, который 4 сентября 1979 года тайно направил письмо во Францию с призывом положить конец диктатуре императора. 20 сентября 1979 года, во время отсутствия Бокассы I, находившегося с визитом в Ливии, отряд французских парашютистов высадился в Банги и, не встретив сопротивления, установил контроль над ключевыми объектами. Прибывший с ними экс-президент Давид Дако объявил о восстановлении республики и своих полномочий как её президента. 26 сентября 1979 года он назначил премьер-министром Бернара Эандо, однако учредил для А. Майду пост вице-президента страны. 24 ноября 1979 года президент распустил Движение за социальную эволюцию Чёрной Африки (членами которой являлось всё взрослое население страны), однако 1 марта 1981 года созвал конгресс, на котором было провозглашено создание (на базе распущенной) новой единой партии — Центральноафриканского демократического союза. 22 августа 1980 года Б. Эандо был отстранён и помещён под домашний арест из-за подозрений о его президентских амбициях. Пост главы правительства оставался вакантным до назначения на него 12 ноября 1980 года Жан-Пьера Лебудера, заменённого 4 апреля 1984 года Симоном-Нарсисом Бозангой.
1 сентября 1981 года начальник Генерального штаба армии ЦАР бригадный генерал Андре Колингба совершил государственный переворот, возглавив Военный комитет национального возрождения (ВКНВ), и упразднил пост премьер-министра.
|                                                        | Портрет                                    | Имя (годы жизни)                                                | Полномочия       | Полномочия       | Партия                                        | Пр.           |
| Начало                                                 | Портрет                                    | Имя (годы жизни)                                                | Окончание        |                  | Партия                                        | Пр.           |
| ------------------------------------------------------ | ------------------------------------------ | --------------------------------------------------------------- | ---------------- | ---------------- | --------------------------------------------- | ------------- |
| 4                                                      |                                            | Элизабет Домитьен (1925—2005) фр. Élisabeth Domitien            | 2 января 1975    | 4 апреля 1976    | Движение за социальную эволюцию Чёрной Африки | [ 24 ] [ 25 ] |
| должность вакантна с 4 апреля до 5 сентября 1976 года  |                                            |                                                                 |                  |                  |                                               |               |
| 5                                                      |                                            | Анж-Феликс Патассе (1937—2011) фр. André Dieudonné Kolingba     | 5 сентября 1976  | 14 июля 1978     | Движение за социальную эволюцию Чёрной Африки | [ 26 ] [ 27 ] |
| 6                                                      |                                            | Анри Майду (1936—) фр. Henri Maïdou                             | 14 июля 1978     | 26 сентября 1979 | Движение за социальную эволюцию Чёрной Африки | [ 28 ]        |
| 7                                                      |                                            | Бернар-Кристиан Эандо (1930—1993) фр. Bernard Christian Ayandho | 26 сентября 1979 | 22 августа 1980  | Движение за социальную эволюцию Чёрной Африки | [ 22 ] [ 29 ] |
|                                                        | независимый                                | Бернар-Кристиан Эандо (1930—1993) фр. Bernard Christian Ayandho | 26 сентября 1979 | 22 августа 1980  |                                               | [ 22 ] [ 29 ] |
|                                                        | Центральноафриканский демократический союз | Бернар-Кристиан Эандо (1930—1993) фр. Bernard Christian Ayandho | 26 сентября 1979 | 22 августа 1980  |                                               | [ 22 ] [ 29 ] |
| должность вакантна с 22 августа до 12 ноября 1980 года |                                            |                                                                 |                  |                  |                                               |               |
| 8                                                      |                                            | Жан-Пьер Лебудер (1944—) фр. Jean-Pierre Lebouder               | 12 ноября 1980   | 3 апреля 1981    | Центральноафриканский демократический союз    | [ 30 ] [ 31 ] |
| 9                                                      |                                            | Симон-Нарсис Бозанга (1942—2010) фр. Simon Narcisse Bozanga     | 3 апреля 1981    | 1 сентября 1981  | Центральноафриканский демократический союз    | [ 32 ] [ 33 ] |
| пост упразднён                                         |                                            |                                                                 |                  |                  |                                               |               |

## Третий период (с 1991)
Вновь пост премьер-министра был учреждён президентом Андре Дьедонне Колингбой в преддверии проведения назначенных на 1992 год первых
многопартийных выборов. 15 марта 1991 года на этот пост был назначен Эдуард Франк. А. Когингба не признал результаты этих выборов, однако 4 декабря 1992 года заменил главу правительства на лидера одной из оппозиционных сил — Гражданского форума — Тимоте Малендому, а 26 февраля 1993 года — на лидера Социал-демократической партии Эноша Деран-Лакуе. После победы на прошедших в 1993 году повторных выборах Движения за освобождение центральноафриканского народа его лидер Анж-Феликс Патассе стал президентом, а Жан-Люк Мандаба новым главой правительства. Политическая нестабильность республики характеризовалась краткосрочностью формировавшихся А.-Ф. Патассе кабинетов.
После совершённого 15 марта 2003 года государственного переворота генерал Франсуа Бозизе создал Военный комитет национального спасения, распустил правительство и назначил его новый состав 23 марта 2003 года, во главе с лидером Патриотического фронта за прогресс Абелем Нгенде Гумбой, дважды возглавлявшим правительство в период обретения страной независимости. 12 декабря 2003 года А. Гумба стал вице-президентом, а главой правительства — независимый политик Селестен Гаомбале, после выборов 2005 года занявший пост президента Национальной ассамблеи и заменённый на Эли Доте.

Зоны контроля различных сил

В 2004 году начался многолетний вооружённый конфликт правительства с многочисленными повстанческими группами, временно остановленный в 2007 году, но разгоревшийся с новой силой в 2012 году (часто представляемый как конфликт между мусульманской и христианской общинами страны). 22 января 2008 года премьер-министром был назначен Фостен-Арканж Туадера, который 19 января 2009 года сформировал новый состав правительства с участием представителей повстанцев. 17 января 2013 года, в соответствии с новой договорённостью о прекращении огня, премьер-министром был назначен представитель оппозиции Никола Тьянгай. Несмотря на это, 24 марта 2013 года мусульманская коалиция «Селека» захватила столицу, а её лидер Мишель Джотодия объявил себя новым президентом; 18 июля 2013 года противоборствующими сторонами была подписана переходная конституционная хартия. На проходившем в столице Чада Нджамене в январе 2014 года саммите Экономического сообщества стран Центральной Африки, посвящённом мерам по восстановлению мира и стабильности в ЦАР, участниками было принято коммюнике об отставке М. Джотодии; избранная переходным главой государства Катрин Самба-Панза 10 января 2014 года назначила новое правительство во главе с Андре Нзапайке, а 14 августа 2014 года премьер-министром стал мусульманин Махамат Камун. После проведения всеобщих выборов 2015—2016 года избранный президентом Фостен-Арканж Туадера 2 апреля 2016 года сформировал новое правительство во главе с Симплисом Саранджи. 27 февраля 2019 года новым премьер-министром был назначен Фирмен Нгребада, в дальнейшем главами правительства назначались представители основанной президентом партии.
|                                               | Портрет                                | Имя (годы жизни)                                                          | Полномочия      | Полномочия      | Партия                                                 | Выборы        | Пр.           |
| Начало                                        | Портрет                                | Имя (годы жизни)                                                          | Окончание       |                 | Партия                                                 | Выборы        | Пр.           |
| --------------------------------------------- | -------------------------------------- | ------------------------------------------------------------------------- | --------------- | --------------- | ------------------------------------------------------ | ------------- | ------------- |
| 10                                            |                                        | Эдуар Франк (1934—) фр. Édouard Frank                                     | 15 марта 1991   | 4 декабря 1992  | Центральноафриканское демократическое собрание         | [ комм. 10 ]  | [ 47 ] [ 48 ] |
| 11                                            |                                        | Тимоте Малендома (1935—2010) фр. Timothée Malendoma                       | 4 декабря 1992  | 26 февраля 1993 | Гражданский форум                                      | [ комм. 10 ]  | [ 49 ] [ 50 ] |
| 12                                            |                                        | Энош Деран-Лакуе (1944—) фр. Énoch Dérant-Lakoué                          | 26 февраля 1993 | 25 октября 1993 | Социал-демократическая партия                          | [ комм. 10 ]  | [ 51 ] [ 52 ] |
| 13                                            |                                        | Жан-Люк Мандаба (1943—2000) фр. Jean-Luc Mandaba                          | 25 октября 1993 | 12 апреля 1995  | Движение за освобождение центральноафриканского народа | 1993          | [ 53 ] [ 54 ] |
| 14                                            |                                        | Габриэль-Жан-Эдуар Койямбуну (1947—) фр. Gabriel Jean-Edouard Koyambounou | 12 апреля 1995  | 6 июня 1996     | Движение за освобождение центральноафриканского народа | 1993          | [ 55 ] [ 56 ] |
| 15                                            |                                        | Жан-Поль Нгупанде (1948—2014) фр. Jean-Paul Ngoupandé                     | 6 июня 1996     | 30 января 1997  | Движение за освобождение центральноафриканского народа | 1993          | [ 57 ] [ 58 ] |
| 16                                            |                                        | Мишель Гбезера-Бриа (1946—) фр. Michel Gbezera-Bria                       | 30 января 1997  | 4 января 1999   | независимый                                            | 1993          | [ 59 ] [ 60 ] |
| 17 (I—III)                                    |                                        | Анисе-Жорж Дологуэле (1957—) фр. Anicet-Georges Dologuélé                 | 4 января 1999   | 1 апреля 2001   | независимый                                            | 1998          | [ 61 ] [ 62 ] |
| 18 (I—III)                                    |                                        | Мартен Зигеле (1957—) фр. Martin Ziguélé                                  | 1 апреля 2001   | 15 марта 2003   | Движение за освобождение центральноафриканского народа | 1998          | [ 63 ] [ 64 ] |
| должность вакантна с 15 до 23 марта 2003 года |                                        |                                                                           |                 |                 |                                                        |               |               |
| 1 (III)                                       |                                        | Абель-Нгенде Гумба (1926—2009) фр. Abel Nguéndé Goumba                    | 23 марта 2003   | 12 декабря 2003 | Патриотический фронт за прогресс                       | [ комм. 16 ]  | [ 12 ] [ 13 ] |
| 19 (I—II)                                     |                                        | Селестен-Леруа Гаомбале (1942—2017) фр. Célestin Leroy Gaombalet          | 12 декабря 2003 | 11 июня 2005    | независимый                                            | [ комм. 16 ]  | [ 37 ] [ 65 ] |
| 20 (I—III)                                    |                                        | Эли Доте (1948—) фр. Élie Doté                                            | 11 июня 2005    | 22 января 2008  | независимый                                            | 2005          | [ 38 ] [ 66 ] |
| 21 (I—III)                                    |                                        | Фостен-Арканж Туадера (1957—) фр. Faustin-Archange Touadéra               | 22 января 2008  | 17 января 2013  | независимый                                            | 2005          | [ 39 ] [ 67 ] |
|                                               | Национальная конвергенция «Ква На Ква» | Фостен-Арканж Туадера (1957—) фр. Faustin-Archange Touadéra               | 22 января 2008  | 17 января 2013  |                                                        | 2005          | [ 39 ] [ 67 ] |
| 2011                                          |                                        | Фостен-Арканж Туадера (1957—) фр. Faustin-Archange Touadéra               | 22 января 2008  | 17 января 2013  |                                                        |               | [ 39 ] [ 67 ] |
| 22 (I—III)                                    |                                        | Никола Тьянгай (1956—) фр. Nicolas Tiangaye                               | 17 января 2013  | 25 января 2014  | независимый                                            | [ 68 ] [ 69 ] |               |
| 23                                            |                                        | Андре Нзапайке (1951—) фр. André Nzapayeké                                | 25 января 2014  | 14 августа 2014 | независимый                                            | [ 42 ] [ 70 ] |               |
| 24 (I—IV)                                     |                                        | Махамат Камун (1961—) фр. Mahamat Kamoun                                  | 14 августа 2014 | 2 апреля 2016   | независимый                                            | [ 43 ] [ 71 ] |               |
| 25 (I—II)                                     |                                        | Симплис-Матью Саранджи (1955—) фр. Simplice Mathieu Sarandji              | 2 апреля 2016   | 27 февраля 2019 | Национальная конвергенция «Ква На Ква»                 | 2015—2016     | [ 44 ] [ 72 ] |
|                                               | Движение объединённых сердец           | Симплис-Матью Саранджи (1955—) фр. Simplice Mathieu Sarandji              | 2 апреля 2016   | 27 февраля 2019 |                                                        | 2015—2016     | [ 44 ] [ 72 ] |
| 26                                            |                                        | Фирмен Нгребада (1968—) фр. Firmin Ngrébada                               | 27 февраля 2019 | 15 июня 2021    | [ 45 ] [ 73 ]                                          | 2015—2016     |               |
| 27                                            |                                        | Анри-Мари Дондра (1966—) фр. Henri-Marie Dondra                           | 15 июня 2021    | 9 февраля 2022  | 2020—2021                                              | [ 74 ] [ 75 ] |               |
| 28                                            |                                        | Феликс Молуа (1957—) фр. Félix Moloua                                     | 9 февраля 2022  | действующий     | 2020—2021                                              | [ 76 ]        |               |